# Morelia (telenovela)
Morelia é uma telenovela mexicana produzida por Malú Crousillat para a Televisa e exibida pelo Las Estrellas entre 29 de maio de 1995 e 19 de abril de 1996.
Original de Delia Fiallo, é um remake da novela La Zulianita, produzida em 1977.
Protagonizada por Alpha Acosta e Arturo Peniche e antagonizada por Cecilia Bolocco, Salvador Pineda, Herminia Martínez, Raquel Montero e Mario Martín.

## Elenco
- Alpha Acosta - Morelia Solórzano Ríos / Morelia Montero Iturbide / Amanda Weiss
- Arturo Peniche - José Enrique Campos-Miranda
- Cecilia Bolocco - Karina Lafontaine de Montero
- Lupita Ferrer - Ofelia Campos-Miranda de Santibáñez
- Jorge Salinas - Alberto "Beto" Solórzano Ríos
- Salvador Pineda - Federico Campos-Miranda
- Sergio Basañez - Luis Campos Miranda
- Herminia Martínez - Antonia Iturbide Pimentel vda. de Campos-Miranda
- Mara Croatto - Sarah Mendizábal
- Ana Bertha Espín - Magdalena Ríos vda. de Solórzano
- Eugenio Cobo - Arturo Solórzano
- Juan Pablo Gamboa - Osvaldo Valenzuela
- Manuel Ojeda - Don Genaro
- Giselle Blondet - Liza Marsella
- Fernando Carrera - Bosco Sartini
- Norma Zúñiga - Mercedes
- Raquel Montero - Julieta vda. de Lafontaine
- Javier Alberdi - Gustavo Santibáñez
- Diana Quijano -  Alexa Ramírez "La Gata"
- Odalys García - Reina
- Ana Margo - Kika
- Ramón Abascal - Germán Doré
- Manuel Guízar - Avelino Robles
- Patricia Noguera - Dania
- René Lavan - Rony
- Mario Martín - Benjamín Le Blanc
- Marcela Cardona - Jackie Campos-Miranda
- Kanela - Juanita
- Humberto Rosenfeld - Tomy
- Raúl Durán - Efraín
- Araceli Martínez - Mireya
- Maritza Morgado - Lizette
- Adal Ramones - Jose Armando
- Jorge García Bustamante - Landa
- Teresa Mayan - Carmita
- Julio Martínez - Barbarito
- Manolo Pérez Morales - Carlos
- Nury Flores - Lala
- Liliana Rodríguez - Lulú
- Marta Velasco - Omara
- Andy Méndez - Pillete / Enriquito Campos-Miranda Montero
- Armando Roblán - Calvo

## Exibição
Foi reprisada pelo canal TLNovelas entre 24 de maio de 1999 a 28 de abril de 2000.

## Versões
- La Zulianita (1977), produzida pela Venevisión e protagonizada por Lupita Ferrer e José Bardina.
- María de nadie (1986), produzida pela argentina Crustel S.A. e protagonizada por Grecia Colmenares e Jorge Martínez[4].
- Maribel (1989), outra versão venezuelana, produzida pela Venevisión e protagonizada por Tatiana Capote e Luis José Santander.
- Un refugio para el amor (2012), produzida por Ignacio Sada Madero para Televisa e protagonizada por Zuria Vega e Gabriel Soto[5].